# イシヅカユウ
イシヅカ ユウ（1991年7月4日 - ）は、静岡県浜松市出身のファッションモデル。

## 来歴・人物
静岡県浜松市浜名区（旧細江町）出身。
デザイン学校の服飾科に通っていた。2013年頃よりモデルとして活動を始め、ファッションショー、スチールなど、さまざまな分野で活動している。
2016年のLUCKYTAPES「レイディ・ブルース」MV出演を皮切りに、ミュージックビデオを主として映像へ多数出演。2017年には木村あさぎ監督作品の映画「蹄」で映画俳優としてもデビューし、ヒロイン役を務めた。
2020年4月より、NHK Eテレの番組「シャキーン!」内のコーナー「SITTERU」のメインMC役として同番組に準レギュラー出演し、テレビへと活動の幅を広げる。
トランスジェンダー女性であり、2021年に公開された東海林毅監督の短編映画『片袖の魚』ではトランスジェンダー女性の役で映画初主演。トランスジェンダーの役を誰が演じるべきかという問題について、「ポテンシャルのある当事者の俳優がいるかもしれないのに、その人たちが活躍できる土壌が全くない。その現状を無視して、トランスジェンダー役をシスジェンダーの人がするというのは違うんじゃないかなと思うんです」と語っている。
スチールの分野では、スタジオ撮影の他、屋外、特に海や河川など水に入ったシチュエーションでの撮影を得意としている。
古今東西の音楽、特に60年代〜90年代のポップ・ミュージックに造詣が深く、自身のツイッターやインスタグラムでプレイリストを公開している。また、イベントでDJの経験もある。好きな魚はキイロハギ。
2024年から所属事務所を離れてフリーランスとして活動。同年4月より、瀧波ユカリと共にポッドキャスト番組『どっちが好きなの？』をスタートした。

## 出演

### テレビ
- ウワサの保護者会 [10]（2019年、NHK Eテレ）
- NEWS23（2019年、TBS）
- シャキーン!（2020年 - 、NHK Eテレ）

### テレビドラマ
- シェフは名探偵 第4話（2021年6月28日、テレビ東京） -  岸部彩香 役

### 映画
- 『蹄』（2017年、木村あさぎ監督）[4]
- 『片袖の魚』（2021年、東海林毅監督） - 新谷ひかり 役（主演）[11]
- 『LOUD』（2022年、戸巻のぞみ監督・小泉京介監督）（主演）

### ミュージックビデオ
- LUCKY TAPES「レイディ・ブルース」（2016年）
- GANG PARADE「とろいくらうに食べたい」（2018年）
- 長谷川白紙「草木」（2019年）
- ぼく脳「Blushing man」（2019年）
- Tempalay「のめりこめ、震えろ。」（2019年、山田健人監督） - Aochan 役
- Nothing's Carved  In Stone「Blow It Up」（2019年）

## 受賞
- KASHISH Mumbai International Queer Film Festival 国際コンペ部門 Performance in a Lead Role (最優秀主演俳優賞)[12] - 『片袖の魚』

## 書籍

### 雑誌
- an・an （2021年10月13日号、マガジンハウス）
- FRaU SDGs（2022年8月号、講談社）
- VOGUE JAPAN （2022年8月号、コンデナスト・ジャパン）
- POPEYE （2022年8月号、マガジンハウス）